# Radiotelevizija Slovenija
Radiotelevizija Slovenija, česky Rozhlas a televize Slovinska, nebo jen RTV Slovenija je slovinský veřejnoprávní televizní a rozhlasový vysílatel.

## Historie

### 1928—1990: Začátky a barevné vysílání
Radio Ljubljana začala poprvé vysílat 1. září 1928 experimentálním vysíláním. Dne 28. října již rozhlasová stanice měla naplánovaný program. Dne 11. dubna 1941 byl zničen vysílač v Domžalech a stanice byla obsazena italskými fašisty.
Dne 1. dubna 1949 byla v Lublani založena první televizní laboratoř, která ale byla oddělená od rozhlasové stanice.
Druhý rozhlasový kanál zahájil přenos v roce 1951. Dne 11. listopadu 1958 obdržel televizní kanál pravidelný plán, který sdílel s ostatními jugoslávskými republikami. Pro TV Ljubljana bylo vyhrazeno kolem 30% vysílacího času. TV Ljubljana v roce 1960 produkovala svůj první přenos pro společnost Eurovision, kdy vysílala skoky na lyžích z města Planica. Barevné vysílání se datuje od roku 1966.

## Rozhlasové stanice

### Celonárodní rozhlasové stanice
Celonárodní rozhlasové stanice mají sídlo v Lublani a vysílají ve slovinštině. Stanice je možné přijímat po celém Slovinsku. Patří sem stanice Prvi program, Val 202 a ARS.
- Prvi program stanice, která nabízí tradiční všeobecné služby a přenáší zpravodajství a reportáže, řadu specializovaných přenosů a široký záběr hudby.

- Val 202 je populární stanice, která se orientuje na přenos hudby s důrazem na pop a rockovou hudbu, zpravodajství a aktuality, segment talk show, zprávy o životním stylu a živé sportovní přenosy.

- ARS je kulturní stanice se zaměřením na klasickou hudbu, rozhlasové hry a jiné kulturní pořady.

### Regionální rozhlasové stanice
Regionální rozhlasové stanice mají sídlo v regionálních centrech vysílatele. Vysílání probíhá ve slovinštině nebo v jazycích původních menšinových obyvatel v oblasti. Stanice je možné přijímat pouze ve svých regionech. Patří sem stanice Radio Koper, Radio Capodistria, Radio Maribor a Pomurski madžarski radio (MMR).
- Radio Koper je stanice, která vysílá ve slovinštině a má sídlo v Koperu. Signál je možné přijímat v oblasti Primorska.

- Radio Capodistria vysílá v italštině a sídlo se nachází v Koperu. Signál lze přijímat v italské oblasti Furlansko-Julské Benátsko, na poloostrově Istrie a v oblasti Primorska.

- Radio Maribor své vysílání provádí ve slovinštině se sídlem v Mariboru. Signál lze přijmout na severovýchodě Slovinska.

- Pomurski madžarski radio, zkráceně MMR (maďarsky Muravidéki Magyar Rádió) je stanice, která vysílá v maďarštině. Přenáší maďarskou folkovou a popovou hudbu. Sídlo se nachází ve studiu v Lendavě a signál je přijímat v oblasti Zámuří.

### Jiné rozhlasové stanice
Dále je zde stanice Radio Slovenia International, zkráceně RSi, má sídlo v Mariboru. Signál lze přijímat na různých místech po celém Slovinsku a v jihovýchodním Rakousku. Stanice je určena pro krajany, turisty, anglicky mluvících Slovince a cizince.

## Televizní stanice

### Celonárodní televizní stanice
Celonárodní televizní stanice vysílatele je možné sledovat po celém Slovinsku. Sídlo se nachází v Lublani. Pořady jsou vysílány ve slovinštině.
- TV Slovenija 1 je všeobecná televizní stanice, která se zaměřuje na zpravodajství, celovečerní filmy, dokumentární pořady, talk show, seriály, pořadů pro děti, různorodá zábavná představení a v přímém přenosu se vysílají významné národní události.

- TV Slovenija 2 je více specializovaná stanice s pořady, které jsou zaměřeny na užší publikum, situační komedie, širokou škálu živých sportovních přenosů, ale nenaleznete zde žádné zprávy.

- TV Slovenija 3 je specializovaná stanice, která se věnuje živým přenosům ze slovinského parlamentu a výborů, ale také zde lze nalézt dokumentární filmy, rozhovory a zprávy.

### Regionální televizní stanice
Každé z regionálních sídel vysílatele má vlastní televizní zařízení. Zatímco TV Koper/Capodistria je dvojjazyčná (vysílá italsky a slovinsky), maďarská veřejnost nemá žádnou regionální televizní stanici, ale na kanále TV Slovenija 1 je k dispozici pravidelné vysílání v maďarštině.
- TV Koper-Capodistria provádí vysílání ve slovinštině a italštině. Své sídlo má v Koperu a signál lze přijímat v oblasti Primorska, Istrie, ve všech částech regionu Furlansko-Julské Benátsko pozemním signálem a napříč Slovinskem pomocí kabelové televize.

- Televizija Maribor vysílá ve slovinštině. Sídlo se nachází v Mariboru a signál lze přijímat na severovýchodě Slovinska. Jsou k dispozici i pořady v maďarštině.